# Ken Arai
Ken Arai（ケン アライ、18degrees./ a lai.）は、日本の男性作曲家、編曲家、音楽プロデューサー、DJ。

## 概要
2003年、Kaori Okanoとのユニット「transluv」でデビュー。その後は音楽プロデュース・アレンジ・楽曲提供なども手掛け、ソロ名義で複数のアルバムをリリースし、ギタリストとしても活動している。

## ディスコグラフィ

### 18 degrees.名義
- Tokyo Boy, Tokyo Girl（2008）
- Time Travel:House Cover Of Eternal Songs（2008）

### a la i.名義
- Japon e.p. (2011)
- Touch e.p. (2011)
- AmanoJack e.p. (2012)
- Stardust e.p. (2012)
- Hands Up e.p. (2013)

### Ken Arai名義
- Kagi no kakatta heya Original Sound Track (2012)
- Kagi no kakatta heya Extra Track (2012)
- LAST HOPE Original Sound Track (2013)

## 楽曲提供

### アーティスト
遠藤舞
- 「You're the one」（作曲）

### テレビドラマ
- 東京リトル・ラブ（フジテレビ、2010年）
- 鍵のかかった部屋（フジテレビ、2012年）
- ラストホープ（フジテレビ、2013年）
- 鍵のかかった部屋 スペシャル（フジテレビ、2014年）
- 失恋ショコラティエ（フジテレビ、2014年）
- トドメの接吻（日本テレビ、2018年）
- 宇宙を駆けるよだか（Netflix、2018年）
- トレース〜科捜研の男〜（フジテレビ、2019年）
- ミステリと言う勿れ（フジテレビ、2022年）
- 卒業タイムリミット（NHK総合、2022年）[2]
- マル秘の密子さん（日本テレビ、2024年）

### テレビアニメ
- 寄生獣 セイの格率（日本テレビ、2014年）
- スタミュ（TOKYO MXほか、2015年）
- ピングー in ザ・シティ（NHK教育、2017年）